# Ekorrytjärnen
Ekorrytjärnen är en sjö i Bergs kommun i Härjedalen och ingår i Ljungans huvudavrinningsområde. Ekorrytjärnen ligger i Henvålen-Aloppan Natura 2000-område.